# همراهی آزادانه
در رایانش یک سیستم با همراهی آزادانه (به انگلیسی: loosely coupled) سیستمی است که هر یک از اجزای آن از هیچ یا اندکی آگاهی نسبت به مشخصات سایر مؤلفه‌های مجزای آن برخوردار هستند. به عنوان مثال یکی از راه‌های بهبود همراهی آزادانه در رابط‌های کاربری، انتشار داده به یک فرمت استاندارد مانند XML یا JSON می‌باشد.